# Кадьяк (острів)
Кадьяк або Кодьяк (англ. Kodiak Island) — острів площею 8975 км², розташований біля південного узбережжя Аляски, належить США. Є найкрупнішим островом Кадьяцького архіпелагу і другим за площею островом США після острова Гаваї (найбільшого у своєму штаті). Від Аляски Кадьяк відокремлений протокою Шеліхова. Ландшафт острова вельми гористий, а його найвища точка досягає 1353 м. Населення острова становить 10 000 осіб, переважно інуїти. Головним населеним пунктом острова та адмін. центром округу є місто Кадьяк, яке розташоване на північному сході.